# Lacapelle-Cabanac
Lacapelle-Cabanac település Franciaországban, Lot megyében. Lakosainak száma 172 fő (2022. január 1.). Lacapelle-Cabanac Floressas, Mauroux, Sérignac, Touzac és Vire-sur-Lot községekkel határos.

## Népesség
A település népességének változása:
| Lakosok száma | 129  | 167  | 179  | 147  | 163  | 163  | 162  | 169  | 173  | 172  |
|               | 1968 | 1982 | 1990 | 2006 | 2013 | 2015 | 2017 | 2019 | 2020 | 2022 |